# 關陳謩

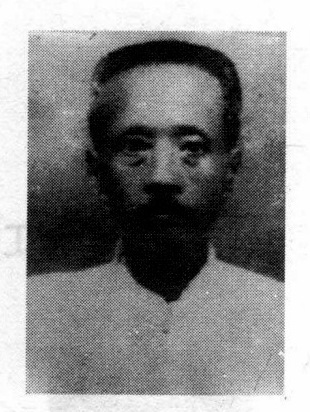
關陳謩近照

關陳謩（?—?），福建省興化府莆田縣人，清朝政治人物、同進士出身。
光緒二十九年（1903年），参加光緒癸卯科殿試，登進士三甲第22名。同年閏五月，以主事分部学习。